# NGC 981
NGC 981 (również PGC 9710) – galaktyka spiralna (Sc), znajdująca się w gwiazdozbiorze Wieloryba. Odkrył ją Ormond Stone w 1886 roku.